# ایل قاجار
قاجارها یکی از ایلات ترک اُغوز هستند که در شمال غربی ایران، و ارمنستان و جمهوری آذربایجان زندگی می‌کنند. آن‌ها یکی از طوایف قزلباش را شکل می‌دادند که در پایه‌گذاری شاهنشاهی صفوی نقش داشتند. در سال ۱۷۹۴، آقامحمدخان قاجار از این ایل، دودمان زندیه در ایران را سرنگون کرد و شاهنشاهی قاجاری را بنیاد نهاد.

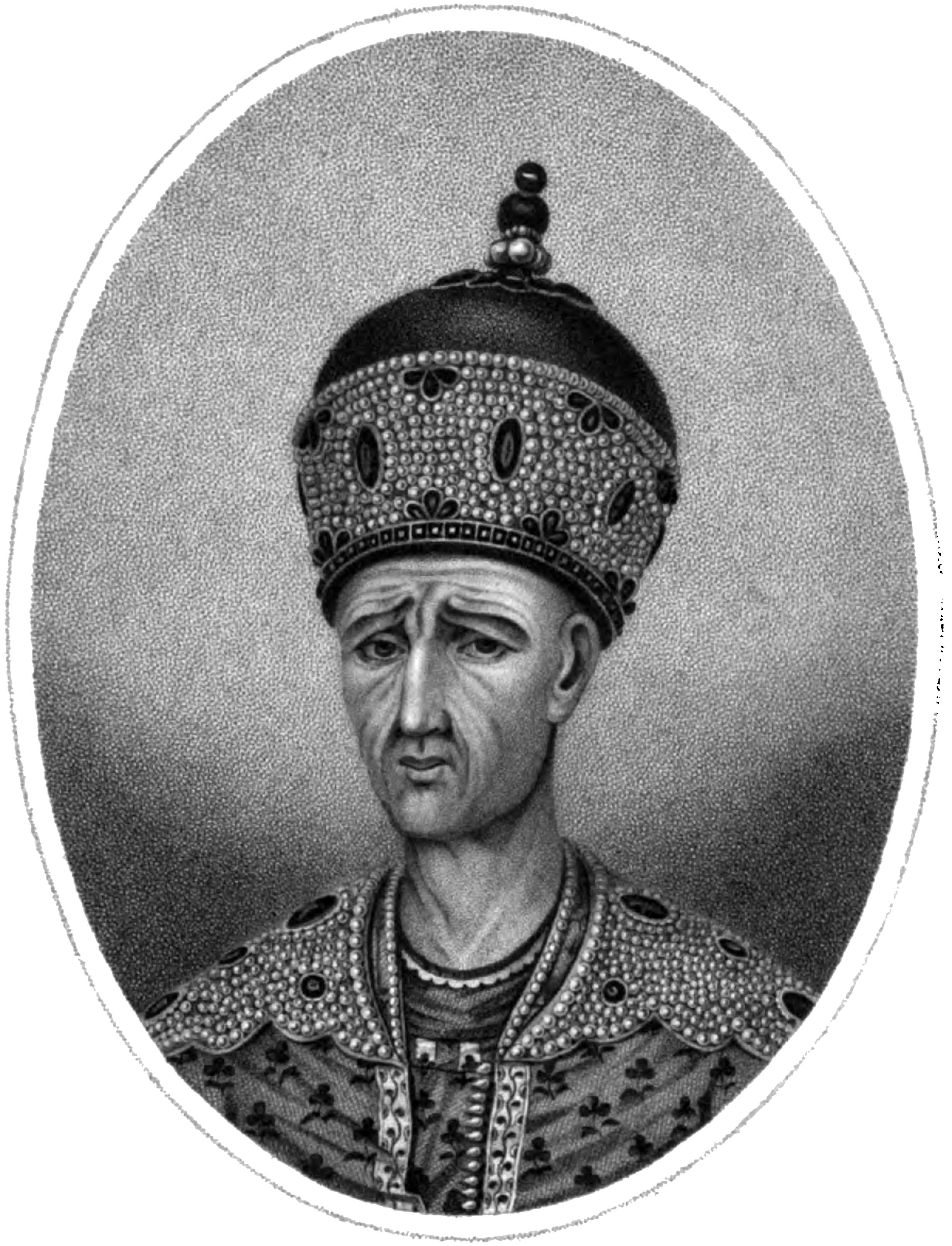
آقامحمدخان قاجار

## شاخه‌های ایل قاجار
ایل قاجار که در استرآباد ساکن بودند از دو شاخه اصلی یوخاری باش (بالا دستی) و اشاقه باش (پایین دستی) که به ترتیب در بالا و پایین رود گرگان ساکن بودند تشکیل می‌شدند و هر شاخه شش زیرشاخه داشت:
زیرشاخه‌های اشاقه باش: قوینلو، عزالدینلو، شام بیاتی، قرامو سانلو، واشلو و زیادلو.
زیرشاخه‌های یوخاری باش: دولو، ساپانلو، کهنه‌لو، خزینه دارلو، قیاقلو و کرلو.

## ریشه نام قاجار
در حقیقت واژه قاجار از نام یکی از فرماندهان سپاه چنگیزخان مغول به نام قاچار نویان گرفته شده است واژه قاجار عربی شده واژه ترکی (قاچار) است قاچ + ار:به معنی دونده یا کسی که خوب می‌دود. (قاچار در ترکی به معنی دونده است) همانند واژه قاچاقی که از یک ریشه هستند. پس قاچار نویان که نام قاجارها از وی گرفته شده است یعنی نویانی که تند می‌دود نویان هم یک نام مغولی است.[۱۳]
نظریه دیگری وجود دارد که واژه قاجار (و خزرو هَزاره) را از ریشه کهن اوراسیایی Qasar و همخانواده اشتقاقی با واژه‌های کهن قیصر، سزار، کایزر و خسرو دانسته است.

## تاریخ
ایل قاجار یکی از هفت ایل اصلی ترکمان قزلباش بود که در زمان صفویه از آناتولی و شام به ایران مهاجرت کرده و شاه اسماعیل به یاری توان نظامی آنها سلسله صفویه را بنیان نهاد. شاخه‌های مختلف این ایل در ممالک ارمنستان و شام مسکن گزیدند. امیر تیمور گورکانی پس از لشکر کشی به آسیای صغیر و شام در سال ۸۰۳ (قمری) هنگامی که به ایران بازمی‌گشت، جمعی از طوایف ترکمان را که در شام و ارمنستان و آسیای صغیر به سر می‌بردند، با خود به ایران آورد، که طوایف روملو و شاملو و قاجار از آن جمله بودند. از طایفه قاجار جمعی به ترکستان بازگشتند و گروهی در اطراف شهرهای گنجه و ایروان و حدود قره‌باغ مسکن گرفتند.
هنگامی که شاه اسماعیل یکم، در آغاز کار خویش، از لاهیجان به آذربایجان آمد و به جمع‌آوری مرید پرداخت، گروهی از سران طایفه قاجار نیز به او پیوستند و در زمره صوفیان قزلباش داخل شدند، و در دوران پادشاهی صفویه به مقامات و منصب‌های عالی رسیدند.
شاه عباس یکم این طایفه را به سه قسمت تقسیم کرد. گروهی را به نواحی مرو و شمال خراسان فرستاد، تا در برابر حمله ازبکان و ترکمانان سدی باشد. گروه دیگر را در حدود قره باغ و شمال رود ارس، در مقابل طوایف لزگی گذاشت، و دسته سوم را گرگان(استرآباد) مسکن داد.
قاجارها حداقل از قرن نهم ه‍.ق و بعد از آن در قراباغ، بوزوق، آیدین آناتولی و حلب شام و از اوایل قرن یازدهم ه‍.ق در استرآباد و مرو ساکن بودند. مردم داغستان حداقل تا قرن سیزدهم، اهالی گنجه و قراباغ و ایروان را قاجار عنوان می‌کردند.
در محرم ۱۱۹۵ در بارفروش، آقا محمدخان به اسارت لاریجانی‌ها درآمد و با وساطت حاجی خان حلال خور و عباسقلی بیگ لاریجانی به همراه همسر و فرزندان برادر در بندپی تحت‌الحفظ نگهداری می‌شد. مدتی نگذشته بود جماعت حلال خوریه با نیروی نظامی، او و حرمش را در بازگشت به بار فروش و رهایی کمک کردند. پس از فتح تهران در ۱۱۹۸، آقا محمد خان دستور داد آسیه خانم و دو فرزندش از مازندران به تهران بیایند و از آن پس محل استقرار آنان تهران بود. آقا محمدخان در ۱۲۰۰ رسماً بر تخت سلطنت تکیه زد و سلسله قاجار، حکومت بر ایران را آغاز کرد. در کتاب خواجه تاجدار نوشته ژان گور که ذبیح‌الله منصوری آن را به پارسی برگردانده است آمده است: 
محمد قلی خان سیاه و سفید دو سردار لاریجان از هالی گزنک حاضر به سرسپردن به حکومت آقا محمد قاجار نمی‌شوند و این امر نبرد سختی را میان خوانین لاریجان و آقا محمد خان قاجار به میان آورد در اولین نبرد که در حوالی پارک میرزا کوچک خان هراز امروزه آمل به وقوع پیوست لاریجانی‌ها به رهبری محمد قلی سیاه و سفید به پیروزی می‌رسند و آقامحمدخان قاجار را به اسارت می‌برند.

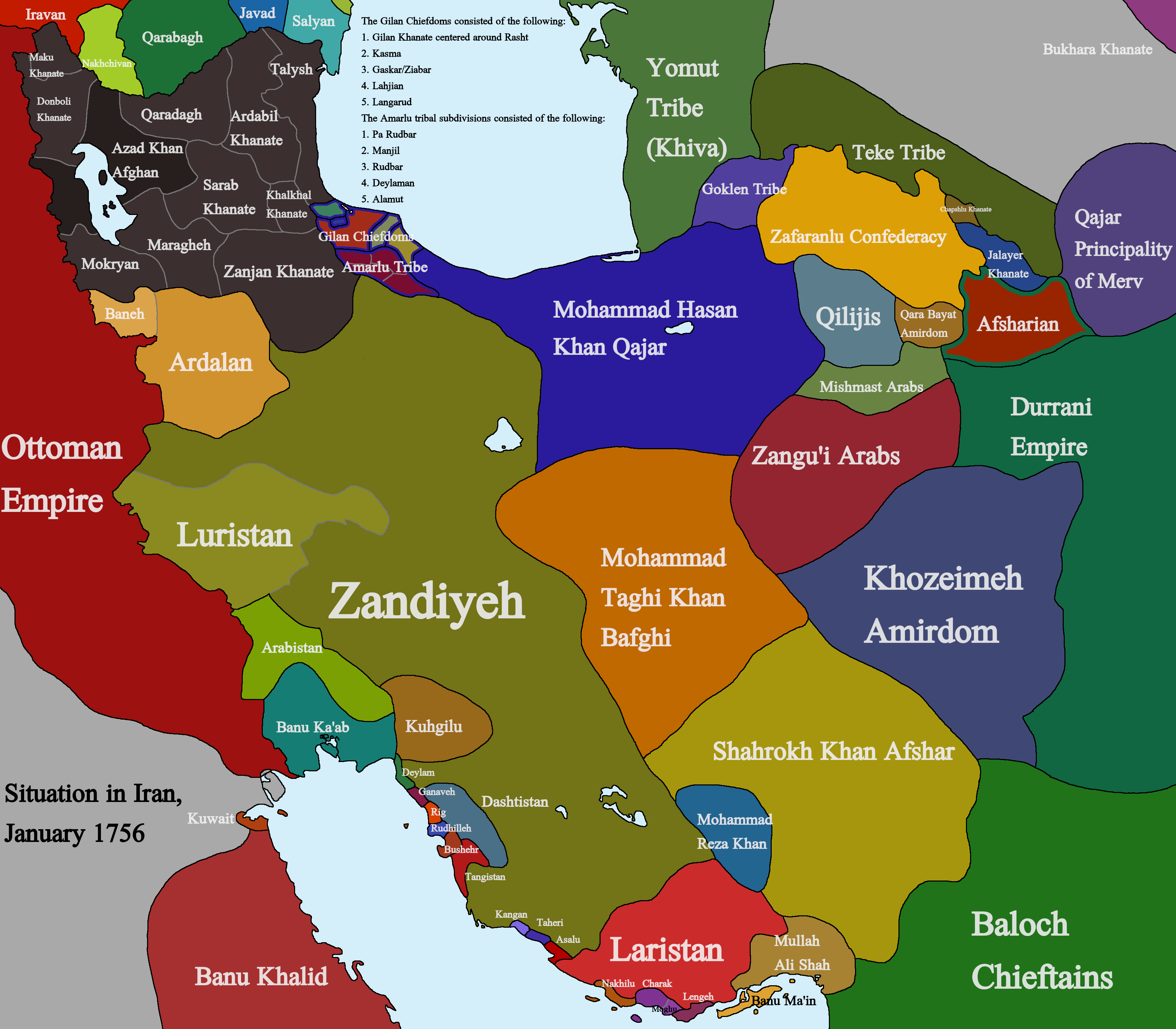
پس از فروپاشی افشاریان، خاندان‌های محلی بسیاری در مناطق مختلف به قدرت رسیدند. در این دوره ایل قاجار توانست بر مازندران و استرآباد استیلا یابد.

ایل قاجار توسط شاه عباس در شرق طبرستان و در استرآباد یا همان گرگان کنونی سکونت داده شدند تا سدی در برابر حملات قبایل ترکمن شمالی باشند. آقامحمد خان در این زمان برای مطیع کردن برادران خود به جنگ با آنان پرداخت و حتی یکبار با شورش برادرش حسین قلی خان تا پای مرگ پیش رفت. ولی سرانجام در بندپی توسط حاجی خان حلال خور و عباسقلی بیگ لاریجانی و چند برادرش نجات یافت و به ساری آمد و تاج سلطنتی را که توسط زرگران ساری ساخته شده بود بر سر نهاد و پایتخت خود را ساری نهاد و به دستور وی جشن نوروز را با تشریفات زیاد برگزار نمودند. در زمانی که افغان‌های غلجه‌زایی قندهار به رهبری محمود افغان به اصفهان تاخته، این شهر و شاه سلطان حسین را محاصره کردند فتحعلی‌خان قاجار رئیس شاخه اشاغی‌باش ایل قاجار به کمک پادشاه صفوی آمد ولی شاه سلطان حسین به خاطر محاصره اصفهان و به خطر افتادن جان خانواده صفوی که اسیر محمود بودند به او پیغام داد که با افغان‌ها درگیر نشود به همین سبب او دوباره به مازندران برگشت.
پس از مرگ کریم خان زند آقا محمد خان از شیراز مرکز دولت زند گریخت و به استرآباد، مرکز ایل قاجار، رفت. وی پس از تحکیم موقعیت خود در میان قاجارها به گسترش قلمرو خود در کشور دست زد. وی سرانجام با شکستن دادن رقیب خود لطفعلی خان زند در سال ۱۱۷۳شمسی موفق شد حکومت زند را براندازد و در سال ۱۱۷۵شمسی، خراسان را تصرف کرد و به حکومت بازماندگان افشاریان در خراسان پایان داد. پس از تثبیت قدرت تهران را پایتخت خود قرار داد و به حاکمیت سلسله قاجار در ایران رسمیت داد.
تاریخ نویسانی که تاریخ قاجارها را نوشته‌اند ایشان را مغول دانسته‌اند، اما چون هیچگونه سند کتبی بکار نبرده‌اند این خود می‌رساند که تنها به گفته و مدل سر کردگان این طایفه بسنده کرده‌اند؛ زیرا بسیاری از طوایف ترک، از اعقاب چنگیز و پادشاهان مغول بودن را افتخاری پنداشته و خود را به ایشان نسبت داده‌اند و نسب خود را نخست به تیموریان و از آن راه به ایلخانان مغول رسانده و حتی قراقویونلوها و آق‌قویونلوها راهم که با ایشان نزدیک بوده‌اند با خود درین نسبت شریک کرده‌اند.
این مورخان گفته‌اند که قاجارها با هلاکوخان مغول در ۶۵۶ هجری وارد ایران شده‌اند و تا ۷۳۹ که سلسله ایلخانان مغول منقرض شده به حال چادرنشینی و بیابان‌گردی از کنار جیحون گرفته تا دشت مغان زندگی کرده‌اند و چون در سال ۷۳۹ دست ایلخانان از پادشاهی ایران کوتاه شد، ایشان زندگی خود را در خطر دیدند و از ایران به شام یعنی سوریه کنونی هجرت کردند تا اینکه تیمور گورکانی در ۸۰۳ بدان سرزمین رسید، قاجارها را در آنجا دید و ایشان را جزو لشکریان خود پذیرفت و با خود به ایران بازگردانید.
گویا این نکته که قاجارها زمانی به شام رفته و از آنجا به ایران آمده باشند درست باشد زیرا که در میان طوایف ترکان غربی طایفه معروف بیات هست و در میان طوایف قاجار طایفه‌ای هست بنام شامبیاتی، یعنی بیات‌های شام و این می‌رساند که قاجارها به بیاتها نزدیک بوده‌اند و لااقل این طایفه شامبیاتی مدتی در شام مانده است.
دلیل بسیار قوی براینکه قاجارها از نژاد مغول و حتی از ترکان شرقی نبوده‌اند اینست که در همه اسناد نسب خود را به طایفه «سالور» رسانده‌اند و سالور قطعاً از همان ترکان ماورای قفقاز بوده و در میان طوایف ماورای قفقاز همه جا نام آنها را با خزرها و قبچاتها و بلغارها و بجناکها و دیگران با هم برده‌اند؛ و بازدلیل دیگر اینست که قاجارها از نخست خود را خویشاوند نزدیک آق قویونلو دانسته‌اند و حتی به پادشاهی این سلسله فخر کرده‌اند و نام دیگر این طایفه «بایندر» است و بایندر نیز از طوایف ترکان ماوراء قفقاز بوده و نامشان را با طوایف دیگر آن سرزمین توأم کرده‌اند. وانگهی قاجارها تنها در دوره صفویه در تاریخ ایران پیدا شده‌اند.
پس احتمالاً، قاجارها مغول، ترکمان و سلجوقی نبوده‌اند بلکه از ترکان غربی و خویشاوند نزدیک خزرها و قبچانها و بلغارها و بجناکها بوده‌اند و در حدود قرن هشتم با سایر طوایف ترک ماورای قفقاز از آن سرزمین هجرت کرده‌اند. اینان نخست در حدود قرن هشتم با سایر طوایف ترک ماورای قفقاز از آن سرزمین هجرت کرده‌اند و سپس ۲۰۰ سال بعد از حمله مغول به ایران مجدداً به ایران برگشته‌اند. صفویه آنها را از آذربایجان به مازندران و گرگان و مرکز ایران برده‌اند و با افشارها و بیاتها و بایندرها بسیار نزدیک بوده و حتی شریک سرنوشت و شاید همسفر ایشان بوده‌اند.